# فؤاد الشريف
فؤاد الشريف (1935م)، مونولوج يمني.

## عن حياته
المونولوجست الفنان فؤاد يحيى الشريف والمعروف فنياً بـ(فؤاد الشريف)، من مواليد مدينة عدن في العام 1935م. هو عملاق الفكاهة الغنائية في اليمن[بحاجة لمصدر]، ومارس (فن المونولوج) وهو فن من نوع آخر من الغناء يعالج قضايا أو ظواهر اجتماعية شاذة بطريقة موضوعية وساخرة.
بدايته
والمونولوجست فؤاد الشريف أبدع في فن المونولوج من خلال أدائه المتميز وحركاته الجميلة والرائعة مع إيقاع الموسيقى إلى جانب "قفشاته" الفكاهية التي تسعد جماهيره ومحبي فنه، فقد قدم المونولوجست عدة أعمال فنية في الحفلات والسهرات الموسيقية الفنية التي كانت تقام على مسرح البادري بكريتر في المناسبات والأعياد في بداية الستينات مع كبار الفنانين، مثل: أحمد قاسم، محمد مرشد ناجي، محمد محسن عطروش، محمد عبده زيدي، محمد صالح عزاني، صباح منصر، محمد سعيد منصر وغيرهم، كما كان يصاحب الفنانين في حفلاتهم الفنية الغنائية في خارج اليمن.

## منافسين
ظل المونولوجست فؤاد الشريف مُتَرَبِعاً الساحة الفنية في مجال فن المونولوج في الستينات دون منازع، إلى أن ظهر مهندس الميكرفون والأسطوانات التسجيلية المهندس علي حيدرة عزاني الذي خاض مجال الغناء المونولوجي، ليتحدى المونولوجست فؤاد الشريف في الحفلات الفنية ولكنه لم يستمر أو يستطيع مجاراة المونولوجست فؤاد الشريف، وفي أحد اللقاءات الفنية التي أجرتها صحيفة الأخبار مع المهندس العزاني وجه مندوب الصحيفة حين ذاك محمد شفيق سؤالاً: من تعتقد أجمل العين أنت أم فؤاد الشريف؟ أجاب العزاني قائلاً: الجمال صفة لا يتمتع بها فؤاد الشريف، ولكنه على كل حال أصغر مني في السن.
كما ظهر أيضاً المونولوجست عثمان عبد ربه ليكون منافساً في هذا المجال عندما أبدع في المونولوج (الأبلة طويلة) مما أثار ضجة فنية في أوساط الجمهور، واعتقد أنه سيكون منافساً للمونولوجست فؤاد الشريف ولعبت الصحف الفنية حين ذاك دوراً كبيراً في إثارة الضجة الفنية والتنافس الفني، وفي مقابلة صحفية للمونولوجست عثمان عبد ربه تحدث في رده على سؤال مندوب الصحيفة: ألم يظهر بعد المونولوجست الذي ينافس فؤاد الشريف؟ أجاب قائلاً: أظن أن هذا صحيح. وأنت؟
أجاب قائلاً: أنا اختلف عن فؤاد الشريف فأنا لي مدرس، وهذه المهنة تمنعني من أن أظهر بالمظهر الذي يظهر به فؤاد الشريف من حيث الحركات التي يؤديها عند أداء المونولوجات، ولا استطيع تأديتها أنا. وأظن أن هذه المهنة أثرت على اتجاهي الفني، لهذا تجدني أحافظ على وقاري كمدرس أثناء تأديتي المونولوجات، حتى أن إدارة المعارف استدعتني يوماً ما حول اتجاهي الفني في فن المونولوج.
وفي لقاء فني – دردشة مع الفنان أم الخير العجمي أكدت قائلاً: «لا، لا أظن أنه ظهر من ينافس فؤاد الشريف وقبل أن نصدر مثل هذا الحكم على فؤاد الشريف علينا أن نقارن بين فنه وفن عثمان عبد ربه سنجد الفرق كبير بينهما وذلك يجعلنا نقول أن عثمان عبد ربه لا يستطيع منافسة المونولوجست فؤاد الشريف» (انظر صحيفة الأخبار 13 نوفمبر 1964م).
وينبغي الإشارة إلى أن الفنانة أم الخير العجمي رحمها الله وهي ضمن حلف ثلاثي غنائي في زمن الفن الجميل وسمي بأسم «الثلاثي اللطيف» و يضم الفنانة صباح منصر، رجاء باسودان وأم الخير العجمي. والثلاثي اللطيف كان يشارك في الحفلات والسهرات الفنية التي كانت تقام على المستوى الداخلي والخارجي حين ذاك.

## حياته الشخصية
في العام 1964م تعرض المونولوجست فؤاد الشريف لحادث انقلاب الأرسي، وكان بصحبة مجموعة من الفنانين والعازفين أثناء توجههم إلى ولاية الفضلي للمشاركة في احتفالات فنية، وهم عوض أحمد، عبد الكريم توفيق، محسن أحمد مهدي، المونولوجست عمر غابة، نديم عوض، المسلمي، علي فقيه (توفى في الحادثة) وصلاح ناصر كرد (توفى في الحادثة)، حيث أصيب المونولوجست فؤاد الشريف بإصابات طفيفة في وجهة.

## أعماله
ومن أعماله في فن المونولوجست التي غناها لشعراء كبار، كلطفي جعفر أمان، أحمد شريف الرفاعي وغيرهما، مونولوج من تأليف الشاعر لطفي جعفر أمان (وألف على الزنقلة) وقام بتلحينها الفنان أحمد قاسم يقول مطلعها:
وألف على الزنقلة 
من ساعة الهندول
زباط وراء زباط
تقول ادخل جول
واللي يقلي اسكت
اسكت له مش معقول
افك له زيتي 
لما اصنجه على طول
اللي يحايل بي 
ويزوع في الهندول
العب بيداته 
أزيد من الفوت بول
بعدين لما كبرت 
طبعاً ورحت الأسكول
جننت لك بالعيال وجمعتهم في الهول... الخ 
أما منلوج المجلس البلدي كلمات عبد الله غالب عنتر ولحن محمد مرشد ناجي، أداء فؤاد الشريف يقول فيه:
يا مجلس بلدينا 
يا مزيد بلاوينا
ذي الغوبة تعمينا 
وأنت ما تحمينا
يا مجلس تشريعي
يا مكثر تجويعي
بغلاء الرز ترويعي
وعذابي وتوجيهي
هذي (الشيخ عثمان) منسية
وسموها ضاحية
وعن (اتلبريقة) منفية 
وحقوقي منسية
(محمد مرشد ناجي، اغنيات وحكايات، ص88).
أما الشاعر أحمد شريف الرفاعي فكتب منلوج (الهربة منك سنة) تقول مطلعها:
الهربة منك سنة.
والمسكة مني يوم.
بعدين تشرف
مش بس عتاب أو لوم
تعرف تخرج سلف
تعرف تخرج دين
من غير ألم أو أسف
فين باتروح بس فين... الخ

## قائمة ببعض مونولوجات فؤاد الشريف
| اسم المونولوج      | المؤلف      | الملحن         |
| ------------------ | ----------- | -------------- |
| يامُحترم عيب البصوص |             | محمد مُرشد ناجي |
| الهربه منك سنه     |             |                |
| طفران ولابيسه      |             | محمد مُرشد ناجي |
| ماعاد أشوف أهلي    |             | طه فارع        |
| مالك كذا تِنهف      | فؤاد الشريف | فؤاد الشريف    |
| البلدية            |             |                |
| مش بطال            |             |                |
| المرة غثت بحالي    |             |                |
| أبو دم ثقيل        |             |                |
| كركر جمل           |             |                |
| الزار              |             |                |
| القات              |             |                |
| ياناس حلوا المشكلة |             |                |
| امنعوا الهجرة      |             |                |
| يا مجلس تشريعي     |             |                |
| سير ياطير سير      |             |                |
| مرضوح ما عندي عمل  |             |                |

وغيرها من المنلوجات الغنائية والمعبرة عن معاناة وظواهر اجتماعية من صميم الواقع المعيشي والتي قام بأدائها بكل جداره واقتدار في مجال فن المونولوج وحققت انتشاراً واسعاً.

## وقفات كوميديه
في بداية الستينات ظهرت شائعات عن جنية العقبة «امرأة تنزل من العقبة ولها أرجل حمار» ونشرت الصحف العدنية حين ذاك الكثير عن جنية العقبة فالبعض الآخر ينفي وجودها مما سببت الذعر لدى المواطنين، حيث نشرت صحيفة الأخبار خبراً بالمناشيت تحت عنوان «فؤاد الشريف يطلب ود جنية العقبة وجاء في الخبر ما يلي» إذا كانت جنية العقبة قد شردت من مسكنها القديم في جسر العقبة فأنا على أتم الاستعداد لقبولها تسكن معي في منزلي بالمنصورة، وبذلك أكفى الناس شرها. وإذا كانت جنية العقبة بنفس الصورة التي نشرتها الأخبار فإنه حين يسعني أن أكون شريك حياتها فهذه كانت المداعبات و"القفشات" الفكاهية للمونولوجست فؤاد الشريف.
1. ↑  "وفاة عملاق الكوميديا العدنية فؤاد الشريف". www.alayyam.info (بالإنجليزية البريطانية). Archived from the original on 2024-04-18. Retrieved 2024-12-13.

## وصلات خارجية
- الممثل اليمني فؤاد الشريف